# Joachim du Bellay
Pour les articles homonymes, voir Famille du Bellay et Bellay.
« Du Bellay » redirige ici. Pour les autres membres de la famille, voir Famille du Bellay.
Œuvres principales
- La Défense et illustration de la langue française (1549)
- L'Olive (1549-1550)
- Les Regrets (1558)
- Les Antiquités de Rome (1558)

Joachim du Bellay (/ʒɔaʃɛ̃ dy bɛlɛ/,), ou Joachim Du Bellay, est un poète français, né vers 1522 à Liré en Anjou et mort le 1er janvier 1560 à Paris.
Sa rencontre avec Pierre de Ronsard fut à l'origine de la formation de la Pléiade, groupe de poètes pour lequel du Bellay rédigea un manifeste, La Défense et illustration de la langue française.
Son œuvre la plus célèbre, Les Regrets, est un recueil de sonnets d'inspiration élégiaque puis satirique et finalement encomiastique, écrit à l'occasion de son voyage à Rome de 1553 à 1557.

## Biographie

### Famille et formation
Vers 1522, Joachim du Bellay naît à Liré, en Anjou, dans l'actuel département de Maine-et-Loire. Fils de Jean du Bellay, seigneur de Gonnord, et de Renée Chabot, originaire de Liré, il appartient à la branche aînée de la famille du Bellay. C'est dans le château de la Turmelière que le poète passe les vingt premières années de sa courte vie avant de partir faire des études. Ses parents meurent alors qu'il a moins de 10 ans. De santé fragile, il est élevé par son frère aîné qui le néglige. Vers 1546, il part faire ses études de droit à l'université de Poitiers où il rencontre Salmon Macrin. En 1547, il fait la connaissance de Jacques Peletier du Mans et de Pierre de Ronsard. Il rejoint ce dernier au collège de Coqueret à Paris.

### Fondation de la Pléiade et premières œuvres

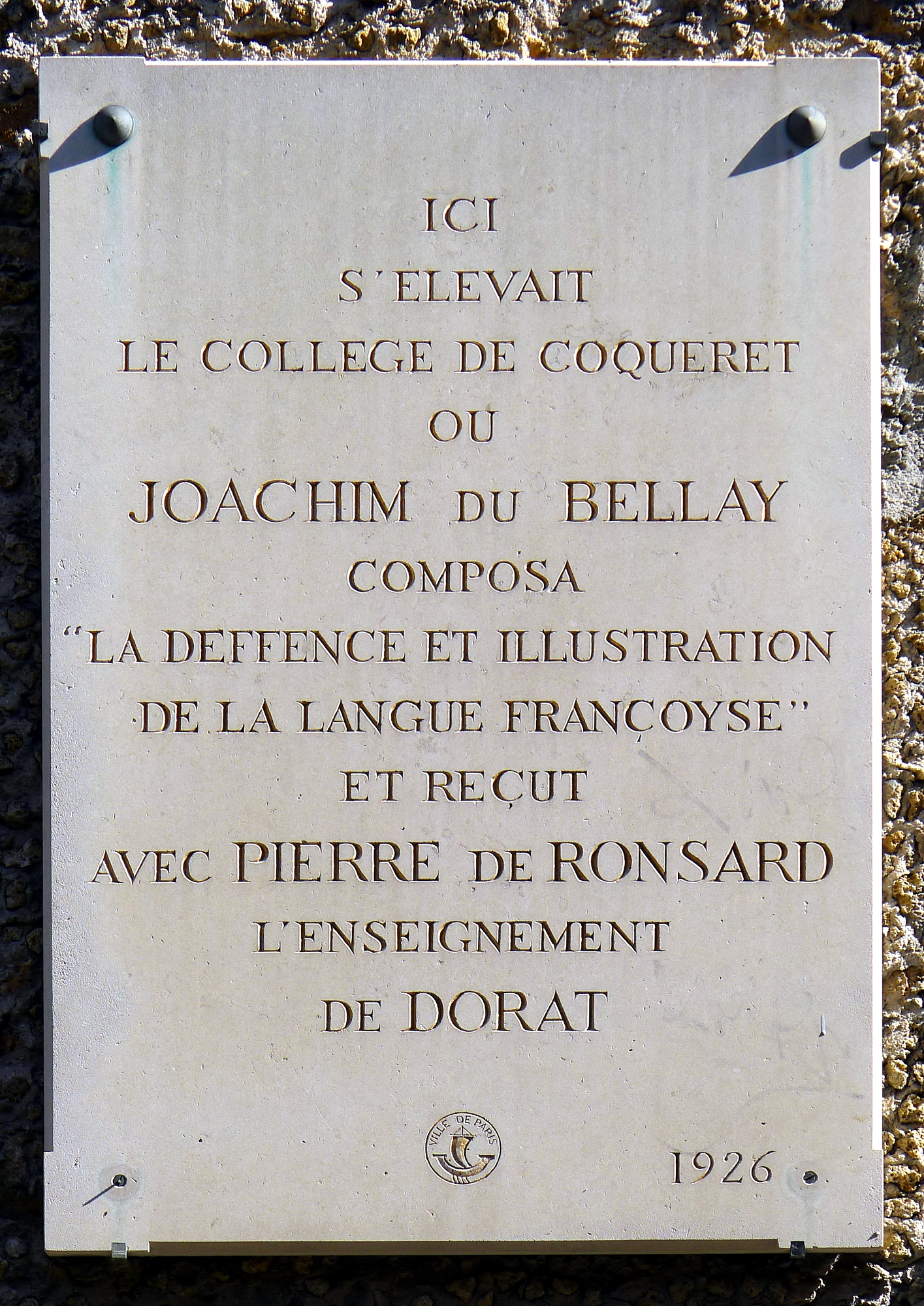
Plaque commémorative située impasse Chartière à Paris, qui rappelle la situation du collège de Coqueret, où étudia Joachim du Bellay.

Dans cet établissement, sous l'influence de Jean Dorat, professeur de grec, les deux jeunes hommes décident de former un groupe de poètes qu’ils appellent d'abord la « Brigade ». Leur objectif est de créer des chefs-d'œuvre en français, d'aussi bonne facture que ceux des Latins et des Grecs de l’Antiquité. Ce but s'accorde à la perfection avec celui de François Ier qui souhaite donner des lettres de noblesse au français. Jacques Peletier du Mans approuve leur projet et les accompagne dans leur entreprise. Du Bellay signe en 1549 un manifeste collectif, La Défense et illustration de la langue française. La Brigade se transforme en Pléiade avec l'arrivée de quatre nouveaux membres : Rémy Belleau, Étienne Jodelle, Pontus de Tyard et Jean-Antoine de Baïf. Joachim du Bellay publie dès l'année suivante son premier recueil de sonnets, L'Olive, imitant le style de l'Italien Pétrarque.

### Séjour en Italie
En 1553, du Bellay quitte la France pour accompagner le cardinal Jean du Bellay, cousin germain de son père, à la cour pontificale de Rome. Il doit pourvoir aux dépenses de la maison du cardinal malgré son peu de moyens financiers. Il attend avec impatience de découvrir Rome et la culture antique mais il est déçu. Chargé de l'intendance de son parent, du Bellay s'ennuie. Loin de jouir d'une liberté qu'il désirait, les intrigues de la cour du pape l'accaparent. Il est en effet mêlé directement aux événements diplomatiques entre la France et l'Italie. Il compose alors Les Regrets — œuvre dans laquelle il critique la vie romaine et exprime son envie de retrouver son Anjou natal — qui est suivie par Les Antiquités de Rome.

### Retour en France et maladie
En août 1557, Joachim tombe malade et souffre de plus en plus de la surdité, le cardinal Jean du Bellay le renvoie en France. De retour en France, le poète loge au cloître Notre-Dame chez son ami Claude de Bize (auquel il s'adresse dans les sonnets 64, 136 et 142 des Regrets). Il doit de plus se débattre dans des difficultés matérielles. En janvier 1558, il fait publier par Fédéric Morel l'Ancien son recueil Les Regrets ainsi que Les Antiquités de Rome. La même année il écrit son poème Épitaphe d'un chat, en souvenir de son chat chartreux, Belaud, pour lequel il avait la plus grande affection et qui lui tenait compagnie lorsqu'il écrivait ou était souffrant.

### Mort et sépulture

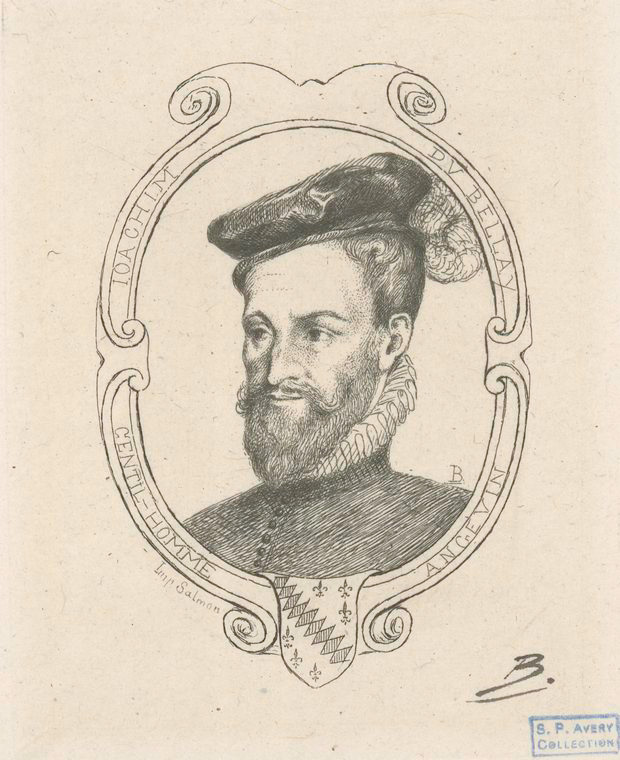
Joachim du Bellay.

Du Bellay meurt des suites d'une apoplexie le 1er janvier 1560 au no 1 de la rue Massillon à Paris, à l'âge de 37 ans. Il aurait été inhumé en la chapelle Saint-Crépin de la cathédrale Notre-Dame de Paris, aux côtés de son oncle Louis du Bellay, décédé vingt ans plus tôt[réf. nécessaire]. Mais en 1758, on ne retrouva pas le cercueil du neveu auprès de celui de son oncle.
En avril 2022 lors de fouilles menées par l'Inrap après l'incendie de la cathédrale de 2019, une dépouille est découverte dans un sarcophage en plomb. Des analyses scientifiques révèlent des traces de tuberculose osseuse et de méningite chronique sur le squelette. D'après Éric Crubézy, médecin et professeur d'anthropologie à l'université Toulouse-III-Paul-Sabatier,,, ces seuls indices « laissent peu de doute » sur l'identité du défunt : il s'agirait de Joachim du Bellay car le poète présentait les symptômes de ces maladies dans les dernières années de sa vie.
Cependant, les études sont encore en cours en 2024 (notamment celles qui pourront préciser l'âge du défunt) et l'identification formelle d'une dépouille peut prendre plusieurs années. Certains éléments viennent en effet la contredire, comme par exemple l'analyse isotopique qui indique que la personne enterrée a vécu « en région parisienne ou dans la région Rhône-Alpes jusqu'à ses dix ans ».

## Œuvres principales

### La Défense et illustration de la langue française

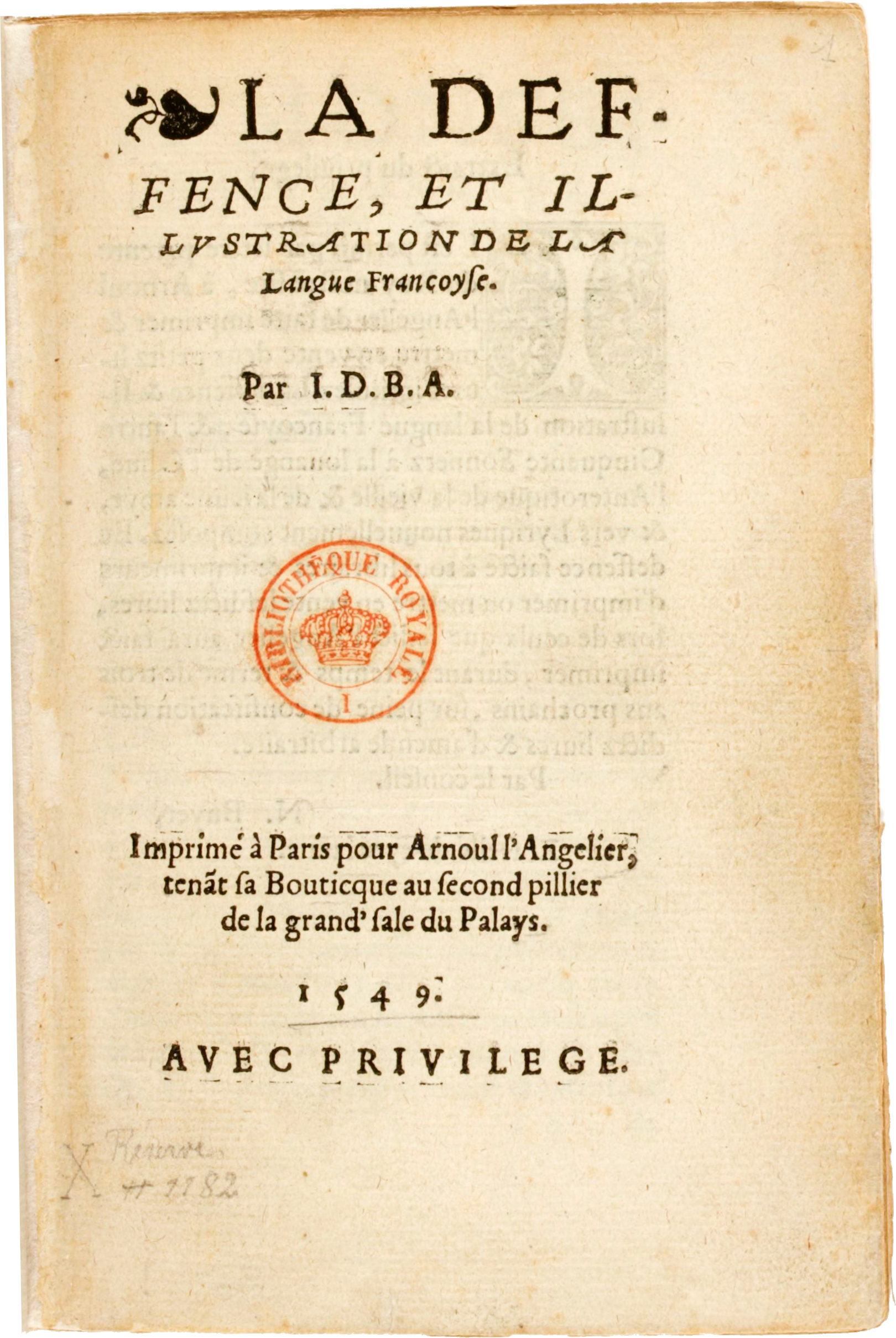
Première page de la première édition de La Défense et illustration de la langue française (1549).

La Défense et illustration de la langue française (La Deffence, et Illustration de la Langue Francoyse, dans l'orthographe originale) est un manifeste littéraire, écrit en 1549 par Joachim du Bellay, qui expose les idées des poètes de la Pléiade.
Le texte, plaidoyer en faveur de la langue française, paraît dix ans après l'ordonnance de Villers-Cotterêts, qui imposa le français comme langue du droit et de l'administration dans le royaume de France. Du Bellay montre sa reconnaissance envers François Ier, « notre feu bon Roi et père », pour son rôle dans le fleurissement des arts et de la culture. Le roi a en effet créé le Collège des lecteurs royaux. Il a en outre pérennisé une bibliothèque du roi alimentée par le dépôt légal et des achats. Du Bellay souhaite transformer la langue française, « barbare et vulgaire », en une langue élégante et digne. Il considère que la langue française est encore dans l'enfance et qu'il faut la fortifier en la pratiquant et en l'enrichissant par l'invention de nouveaux mots afin de la rendre aussi puissante que le sont le grec et le latin. Avec ses camarades de la Pléiade il envisage donc de l'enrichir afin d'en faire une langue de référence et d'enseignement.

### L'Olive
L'Olive est un recueil de poèmes publié par Joachim du Bellay entre 1549 et 1550. Dans cet ouvrage, il célèbre une maîtresse imaginaire en s'inspirant de Pétrarque.
Le livre comporte d'abord cinquante sonnets écrits en 1549, suivis d'une Invective et de treize Odes. Mais il en comptera cent quinze lors de sa publication en 1550 chez Corrozet et L'Angelier.
D'amour, de grace, et de haulte valeur

Les feux divins estoient ceinctz, et les cieulx

S’estoient vestuz d’un manteau precieux

A raiz ardens, de diverse couleur.

Tout estoit plein de beauté, de bonheur

La mer tranquille, et le vent gracieulx,

Quand celle là naquit en ces bas lieux

Qui a pillé du monde tout l’honneur.

Ell’prist son teint des beaux lyz blanchissans,

Son chef de l’or, ses deux levres des rozes,

Et du soleil ses yeux resplandissans.

Le ciel usant de liberalité

Mist en l’esprit ses semences encloses,

Son nom des Dieux prist l’immortalité.
— Joachim du Bellay, L'Olive : D'amour, de grace, et de haulte valeur

### Les Regrets

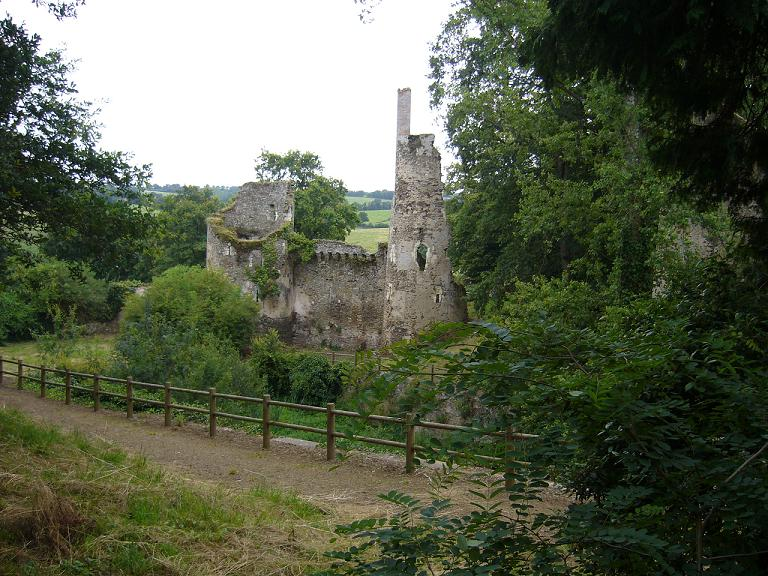
Ruines du château de Liré, où vécut Joachim du Bellay et qu'il mentionne dans son sonnet Heureux qui, comme Ulysse [...].

Les Regrets est un recueil de poèmes écrit pendant le voyage de du Bellay à Rome de 1553 à 1557 et publié à son retour en 1558 par l'imprimeur Fédéric Morel, l'Ancien sis rue Jean-de-Beauvais à Paris.
Cet ouvrage comprend cent quatre-vingt-onze sonnets, tous en alexandrins. Le choix de ce mètre, plutôt que du décasyllabe, constitue une nouveauté. Contrairement au modèle pétrarquiste, le thème principal n'est pas l'amour d'une femme mais celui du pays natal et la mélancolie due à l'éloignement.
Le lecteur distingue trois tonalités principales, l'élégie (sonnets 6 à 49), la satire (sonnets 50 à 156) et l'éloge (sonnets 156 à 191). Le mythe d'Ulysse en quête du retour dans sa patrie inspire aussi le poète. Revenu en France, du Bellay y retrouve les travers observés à Rome.
Ce recueil contient le sonnet le plus célèbre de son œuvre :
« Heureux qui, comme Vlyſſe, a fait un beau uoyage,

Ou comme ceſtuy là qui conquit la toiſon,

Et puis eſt retourné, plein d’uſage et raiſon,

Viure entre ſes parents le reſte de son aage !

Quand reuoiray-ie, helas, de mon petit uillage

Fumer la cheminee, et en quelle ſaiſon,

Reuoiray-ie le clos de ma pauure maiſon,

Qui m’eſt une province, et beaucoup d’auantage ?

Plus me plaiſt le ſeiour qu’ont baſty mes ayeux,

Que des palais Romains le front audacieux:

Plus que le marbre dur me plaiſt l’ardoiſe fine,

Plus mon Loyre Gaulois, que le Tybre Latin,

Plus mon petit Lyré, que le mont Palatin,

Et plus que l’air marin la doulceur Angeuine. »
— l'orthographe et la graphie employées à gauche sont celles de l'auteur au XVIe siècle, celles de droite sont les actuelles.
        
« Heureux qui, comme Ulysse, a fait un beau voyage,

Ou comme celui-là qui conquit la toison,

Et puis est retourné, plein d’usage et raison,

Vivre entre ses parents le reste de son âge !

Quand reverrai-je, hélas, de mon petit village

Fumer la cheminée, et en quelle saison,

Reverrai-je le clos de ma pauvre maison,

Qui m’est une province, et beaucoup davantage ?

Plus me plaît le séjour qu’ont bâti mes aïeux,

Que des palais romains le front audacieux,

Plus que le marbre dur me plaît l’ardoise fine,

Plus mon Loire gaulois, que le Tibre latin,

Plus mon petit Liré, que le mont Palatin,

Et plus que l’air marin la douceur angevine. »

### Les Antiquités de Rome
Les Antiquités de Rome est un recueil de trente-deux sonnets édité en 1558, alternant sonnets en décasyllabes et en alexandrins. Ce recueil est une méditation sur la grandeur de Rome et sur sa chute. Il se nourrit du mythe de la Gigantomachie. Du Bellay annonce déjà avec ce recueil le lyrisme romantique. En sa qualité d'humaniste, il reste l'héritier de Virgile, Horace, Lucain, tous poètes de la Ville Éternelle. Notons aussi, en plus du thème des ruines, un tableau pittoresque qui saisit l'évolution de Rome dans ses détails.
Espérez-vous que la postérité

Doive, mes vers, pour tout jamais vous lire ?

Espérez-vous que l'œuvre d'une lyre

Puisse acquérir telle immortalité ?

Si sous le ciel fût quelque éternité,

Les monuments que je vous ai fait dire,

Non en papier, mais en marbre et porphyre,

Eussent gardé leur vive antiquité.

Ne laisse pas toutefois de sonner,

Luth, qu'Apollon m'a bien daigné donner :

Car si le temps ta gloire ne dérobe,

Vanter te peux, quelque bas que tu sois,

D'avoir chanté, le premier des François,

L'antique honneur du peuple à longue robe.
— Joachim du Bellay, sonnet no 32 : Espérez-vous que la postérité

## Postérité et culture populaire
En 1578, une partie des odes de du Bellay est mise en musique par le compositeur Antoine de Bertrand.
En 1894, la ville d'Ancenis (entre Nantes et Angers) fait ériger une statue réalisée par le sculpteur Adolphe Léonfanti : elle représente le poète en costume du XVIe siècle, tenant à la main un exemplaire de son recueil Les Regrets ; dans les années 1960, elle est installée sur une rive de la Loire, face à Liré.
En 1934, son nom est donné au collège des jeunes filles d'Angers qui devient le collège Joachim-du-Bellay, puis l'actuel lycée Joachim-du-Bellay.
La ville de Liré inaugure en 1947 une statue représentant le poète assis et méditant, œuvre du sculpteur Alfred Benon. Les Archives nationales commémorent en 1949 le quatre centième anniversaire de son ouvrage La Défense et illustration de la langue française. En 1958, un timbre postal de 12 francs, surtaxé 4 francs, vert est émis dans la série « Célébrités ». Il porte le no YT 1166. En 1960, à l'occasion du quatre centième anniversaire de sa mort, une commémoration avec conférence et récitations de ses textes a lieu devant les ruines du château de la Turmelière. Une école de la ville du Lude, dans la Sarthe, porte également son nom.
Le film Heureux qui comme Ulysse, réalisé en 1969 par Henri Colpi et dernier film de Fernandel, rend hommage au sonnet de Joachim du Bellay en dépeignant une vieille amitié entre un ouvrier de ferme et un cheval nommé Ulysse. La chanson-thème du film est interprétée par Georges Brassens, sur le texte de Joachim du Bellay et une musique de Georges Delerue.
En 2007, le chanteur Ridan reprend un extrait des Regrets de Joachim du Bellay. L'artiste le travaille à sa façon dans sa chanson Ulysse.
En 2009, la compositrice Michèle Reverdy a mis en musique le sonnet XII des Regrets qui constitue la première pièce du cycle De l'ironie contre l'absurdité du monde.

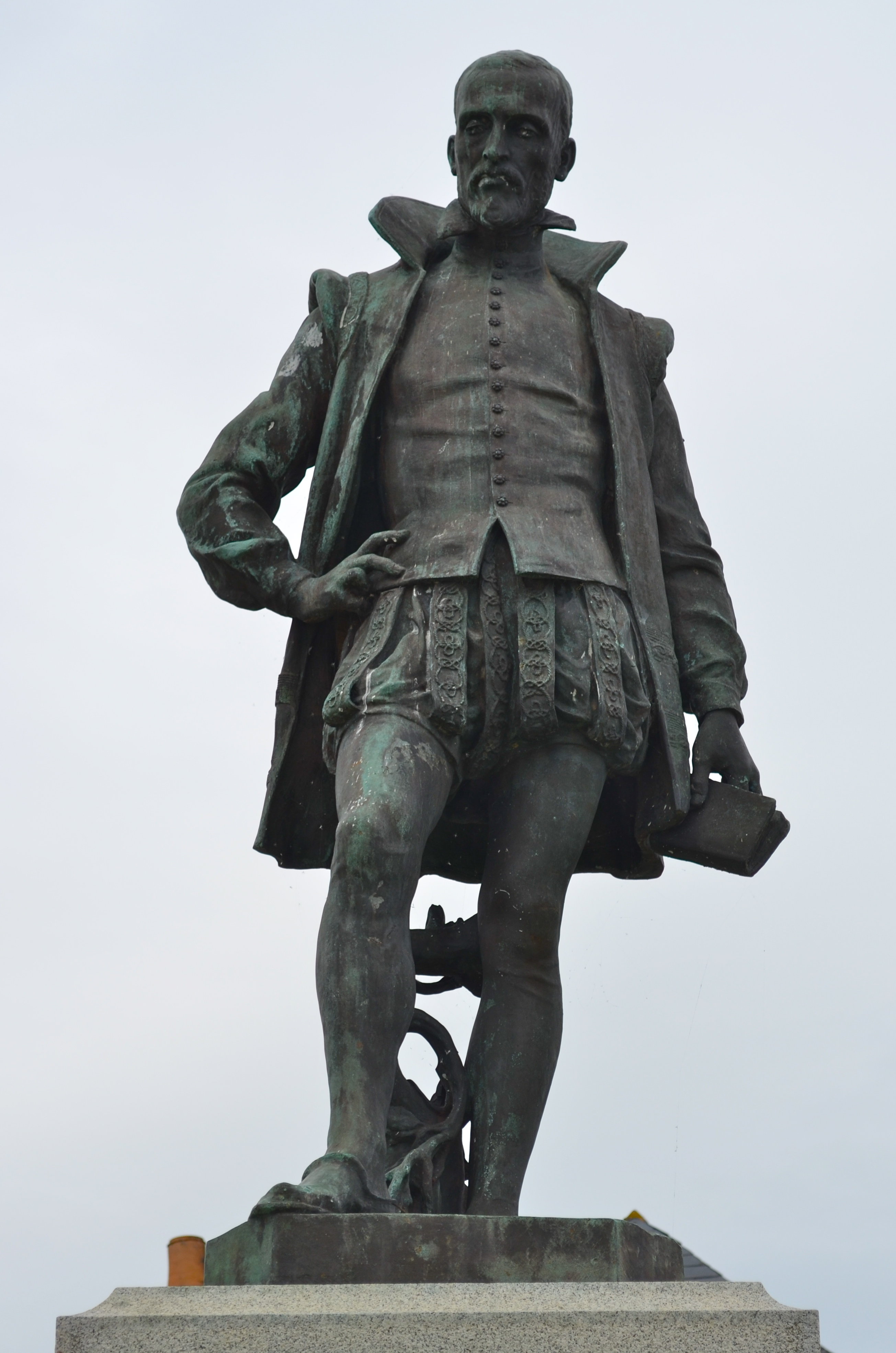
Statue à Ancenis.
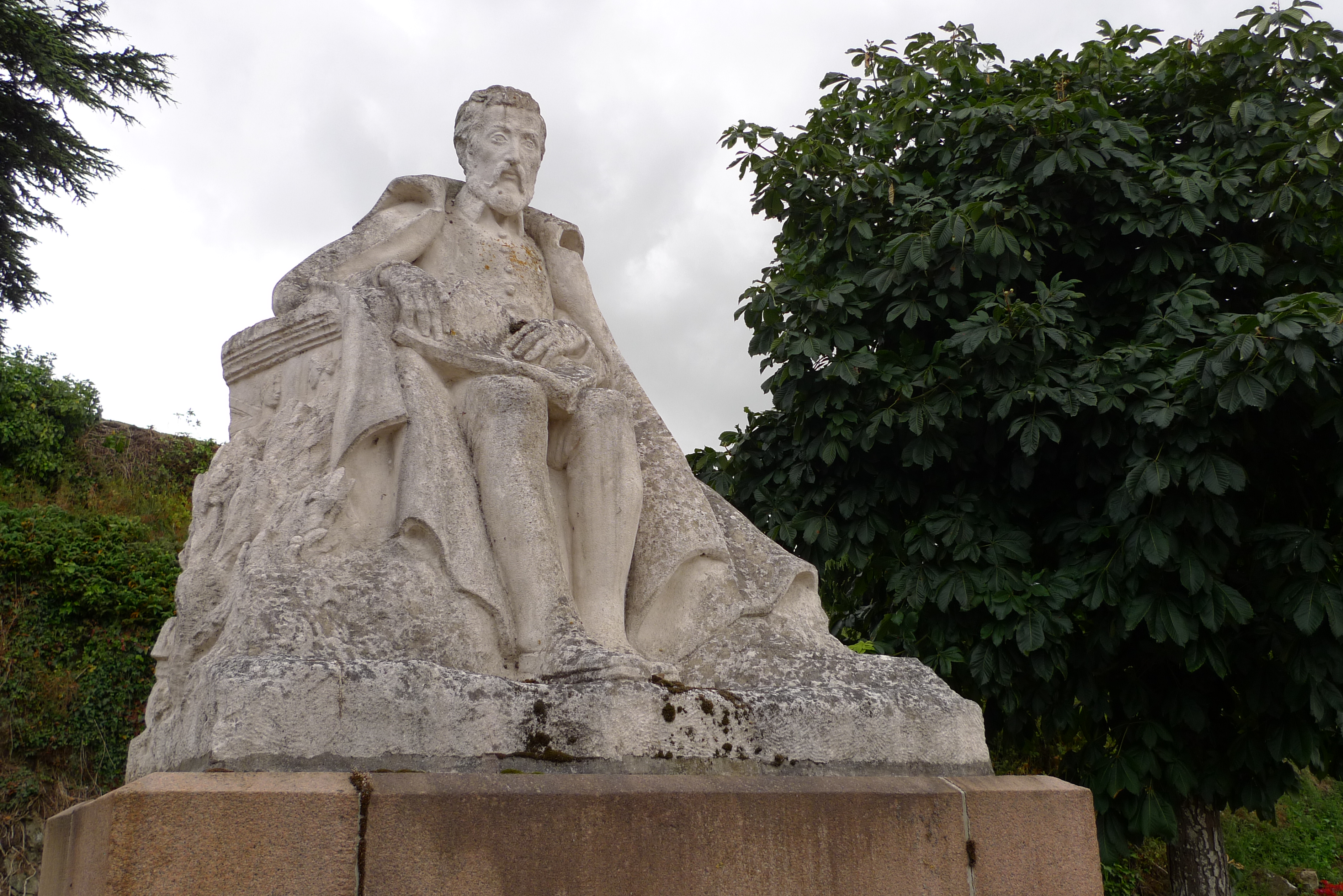
Statue à Liré.

## Musée Joachim-du-Bellay
En 1957, l'association « Les amis du Petit Lyré » acquiert à Liré une demeure de 1521 ayant appartenu à la famille du Bellay et y fonde un musée inauguré le 8 juin 1958. Le musée devient propriété communale vers 1990. Depuis 1998, il présente cinq salles dédiées à la vie et à l'œuvre de l'écrivain de la Pléiade ainsi qu'à la poésie et à la Renaissance. Le musée organise également des manifestations sur les thèmes de l'écriture, de la poésie et de la langue française.

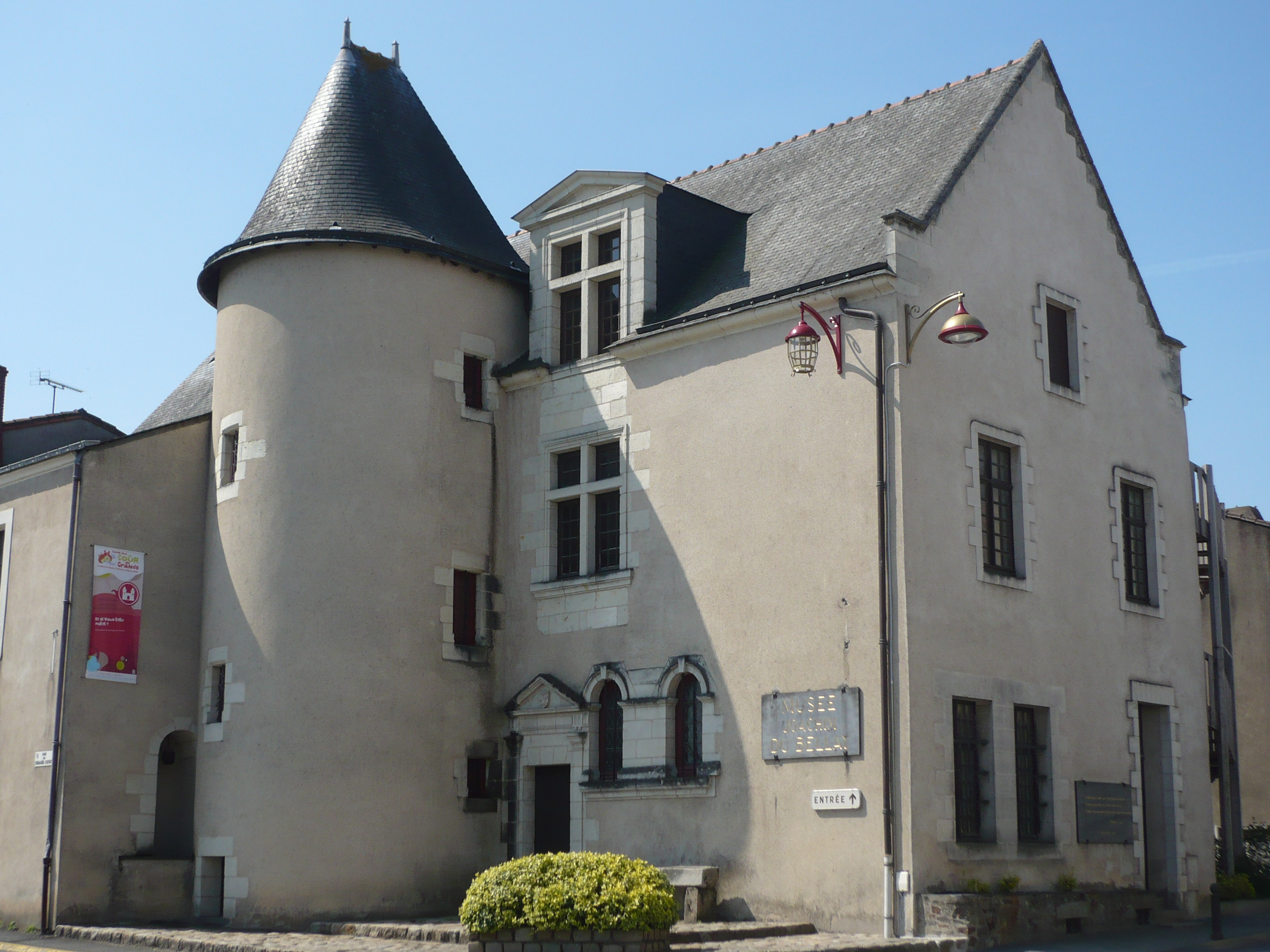
Le musée Joachim-du-Bellay à Liré.
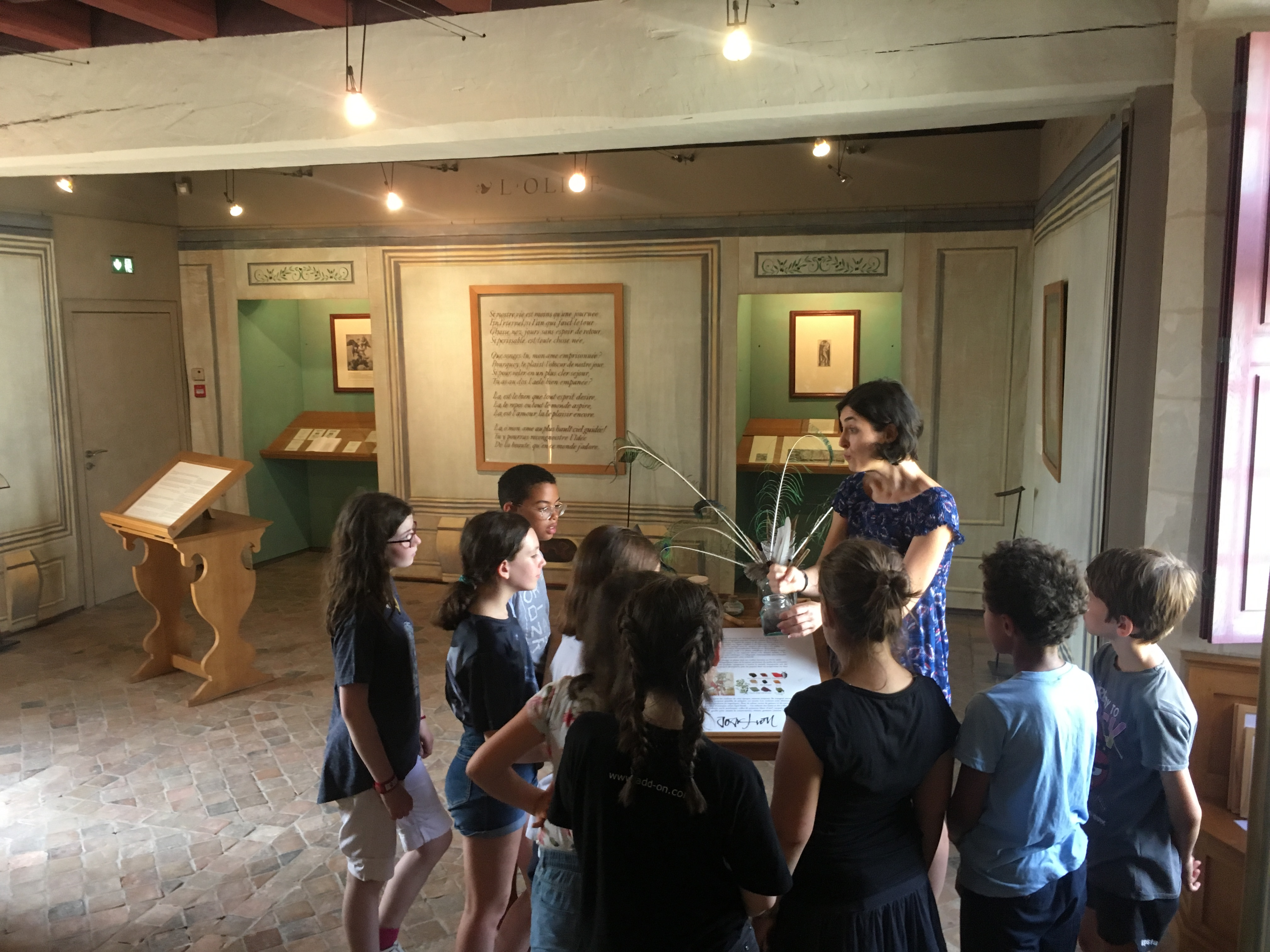
Premier étage du musée.
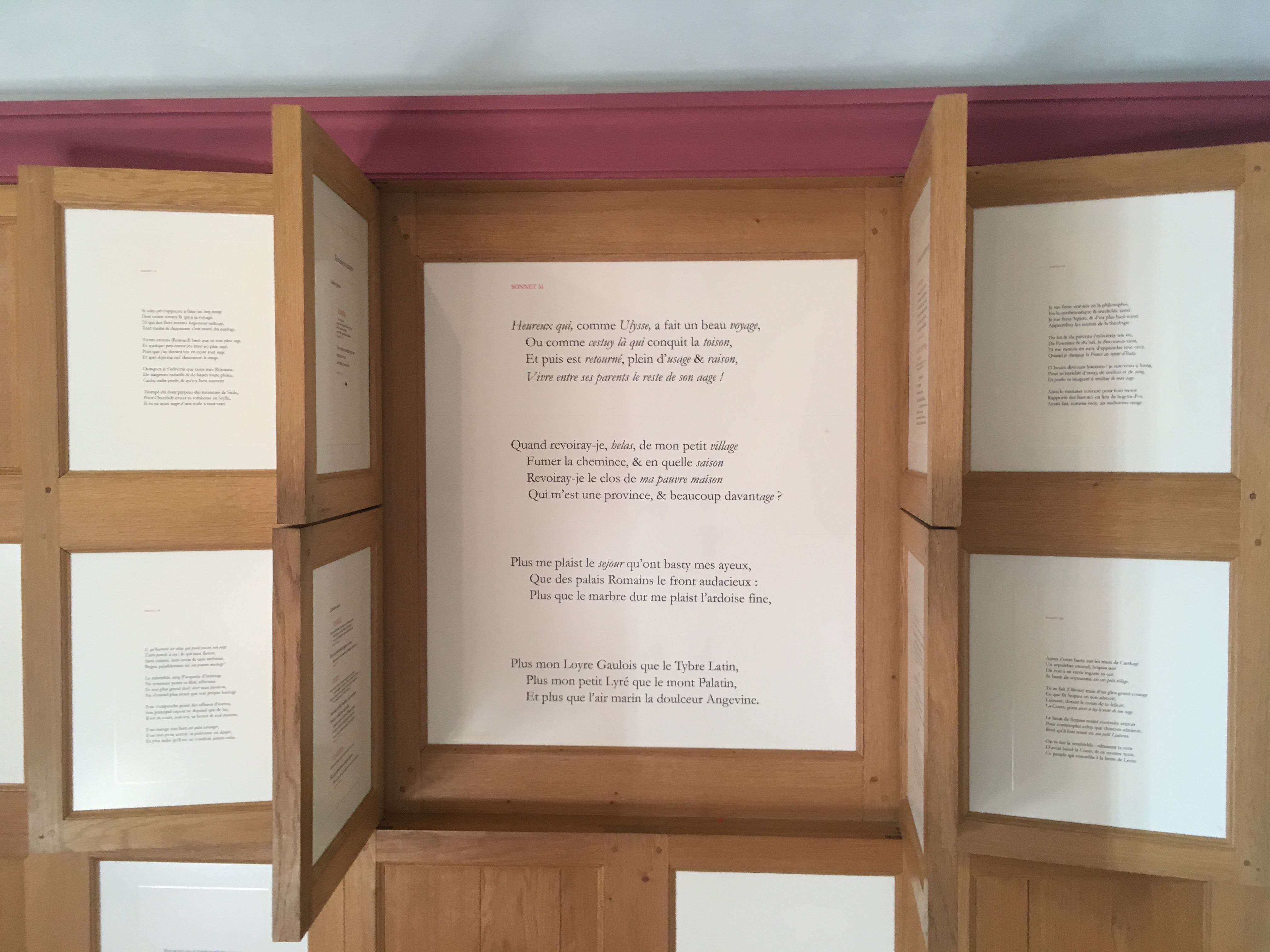
Heureux qui comme Ulysse...

Les ruines du château de la Turmelière sont situées non loin du musée de Liré, à quelque deux ou trois kilomètres de là. Le domaine présente un intérêt pour son environnement mais aussi pour sa riche histoire. Seule la chapelle y subsiste.

## Œuvres
Joachim du Bellay est l'auteur de nombreuses œuvres, dont les plus connues sont :
- La Défense et illustration de la langue française (1549) ;
- L'Olive (1549) ;
- L'Antérotique (1549) ;
- Vers lyriques (1549) ;
- Recueil de poésie, présente à très illustre princesse Madame Marguerite, sœur unique du Roy [...] (1549) (lire en ligne) ;
- Le Quatriesme livre de l'Eneide, traduict en vers françoys (1552) (lire en ligne) ;
- La Complainte de Didon à Énée, prinse d'Ovide (1552) ;
- Œuvres de l'invention de l'Auteur (1552), dont :
  - La Complainte du désespéré
  - Treize Sonnets de l'Honneste Amour ;
- Divers Jeux Rustiques et autres œuvres poétiques (1558), dont :
  - D'un vanneur de blé aux vents
  - Autre baiser ;
- Les Regrets (1558) (lire en ligne) ;
- Les Antiquités de Rome (1558) ;
- Le Songe (1558) ;
- Poésies latines (1558) (lire en ligne) ;
- Le Poète courtisan (1559) (lire en ligne - Le compliment courtisan dans Les Regrets de Du Bellay).

## Mise en musique
Environ trente-et-un poèmes et textes de Joachim du Bellay ont été mis en musique par plusieurs compositeurs, dont :
- Corneille Verdonck, quatre œuvres à cinq voix, dont trois extraits de L'Olive (1599) ;
- Jean Chardavoine, deux mélodies extraites de Polyphonies antérieures (1576) ;
- Gentian, chanson à quatre voix sur un extrait de L'Olive (1549) ;
- Roland de Lassus, deux chansons à quatre voix (1571 et 1576) ;
- Fabrice-Marin Caietain, une chanson à six voix sur des Jeux rustiques (1559) ;
- Antoine de Bertrand, une pièce à quatre voix ;
- Clément Janequin, une chanson à quatre voix ;
- Jean de Castro, une chanson à cinq voix sur une ode des vers lyriques (1586) ;
- Nicolas de La Grotte, Un hymne Chrestien à cinq voix (1599) ;
- Didier Le Blanc, un sonnet à quatre voix ;
- Jean de Maletty, un sonnet à quatre voix, extrait des Amours (1568-1578) ;
- Corneille de Montfort, deux pièces à quatre voix (1579) ;
- André Pevernage, une chanson à cinq voix (1590) ;
- Jacques Arcadelt, plusieurs poèmes, En ce mois délicieux, D'un berger à Pan ;
- André Caplet, Quand reverrai-je, hélas ... (1916) ;
- Ridan, Ulysse, (2007) ;
- Michèle Reverdy, sonnet XII des Regrets dans De l'ironie contre l'absurdité du monde (2009) ;
- Éric Lebrun, La Nuit m'est courte, Si notre vie est plus qu'une journée, deux poèmes de Joachim du Bellay, op.47 (2019) (lire en ligne).